# مینو شریفی‌پور
مینو شریفی (متولد ۲۱ آذر ۱۳۶۶) بازیگر زن ایرانی است. او بیشتر برای بازی در فیلم درام جنگی درخت گردو (۱۳۹۸) و سریال وب درام عاشقانه ماه گرفتگی شناخته شده است. شریفی برای بازی در فیلم درخت گردو نامزد دریافت سیمرغ بلورین شد.

## حرفه‌ای
شریفی در سال ۱۳۹۴ با فیلم کوتاه آینه‌های رنگ پریده وارد عرصه بازیگری شد و برنده جایزه هیئت داوران جشنواره منطقه‌ای کومش و نامزد بهترین بازیگر زن سی و سومین جشنواره بین‌المللی فیلم کوتاه تهران گردید.
او در سال ۱۳۹۹ اولین نقش اصلی خود را در فیلم درخت گردو به کارگردانی محمدحسین مهدویان به دست آورد. او برای بازی در این فیلم در سی و هشتمین جشنواره فیلم فجر نامزد دریافت سیمرغ بلورین بهترین بازیگر نقش مکمل زن شد.

### فیلم
| سال  | عنوان             | نقش   | کارگردان         | یادداشت‌ها                         | منبع  |
| ---- | ----------------- | ----- | ---------------- | --------------------------------- | ----- |
| ۱۳۹۳ | آینه‌های رنگ پریده | شوبو  | سالم صلواتی      | فیلم کوتاه                        | [ ۳ ] |
| ۱۳۹۷ | در سپیده دم       | شیلان | سالم صلواتی      |                                   | [ ۴ ] |
| ۱۳۹۸ | درخت گردو         | مریم  | محمدحسین مهدویان | هفتمین فیلم پرفروش سال ۲۰۲۱ ایران | [ ۵ ] |
| ۱۴۰۱ | مرزهای بی پایان   |       | عباس امینی       |                                   |       |

### شبکه خانگی
| سال       | عنوان | نقش  | کارگردان    | پلت فرم | منبع  |
| --------- | ----- | ---- | ----------- | ------- | ----- |
| ۱۳۹۹-۱۴۰۰ | خسوف  | عطیه | مازیار میری | نماوا   | [ ۶ ] |

## جوایز و نامزدی
| جایزه                                    | سال  | دسته‌بندی                        | کار نامزد شده     | نتیجه    | منبعRef. |
| ---------------------------------------- | ---- | ------------------------------- | ----------------- | -------- | -------- |
| جشنواره بین‌المللی فیلم دهوک              | ۱۳۹۷ | بهترین بازیگر زن فیلم بلند کردی | در سپیده دم       | برنده    | [ ۷ ]    |
| جشنواره فیلم فجر                         | ۱۳۹۸ | بهترین بازیگر زن نقش مکمل       | درخت گردو         | نامزدشده | [ ۸ ]    |
| جشنواره منطقه ای کومش                    | ۱۳۹۴ | جایزه هیئت داوران               | آینه‌های رنگ پریده | برنده    | [ ۹ ]    |
| جوایز جشنواره بین‌المللی فیلم کوتاه تهران | ۱۳۹۴ | بهترین بازیگر زن                | آینه‌های رنگ پریده | نامزدشده | [ ۱۰ ]   |